# Gitega
Gitega (antigament Kitega) és una ciutat i capital de Burundi des de 2019. Està situada al centre del país, a la plana central de Burundi, i és la segona ciutat més poblada de Burundi. Gitega fou la capital del regne de Burundi fins a la seva dissolució l'any 1966. Amb la constitució de la república de Burundi la nova capital passà a ser Bujumbura, fins que el 2018, el president Pierre Nkurunziza va anunciar que seguiria la seva promesa feta el 2007 de traslladar la capital política de nou a Gitega. El canvi es feu oficial el 2019.